# Finale de la Copa América 1975
La finale de la Copa América 1975 est la série de matchs concluant la 30e édition de la Copa América, organisée par la CONMEBOL. 
Jouée sur trois manches, elle met aux prises les équipes de Colombie et du Pérou, les 16, 22 et 28 octobre 1975, à Bogota (Estadio El Campín), Lima ( Estadio Nacional) et Caracas (Estadio Olímpico), respectivement. 
Au terme de la dernière rencontre, les Péruviens s'imposent un but à zéro et remportent leur 2e titre de la compétition, trente-six ans après leur premier sacre.

## Finale-aller

### Résumé du match
La Colombie s'impose à domicile 1-0 sur un tir lointain de l'attaquant Ponciano Castro que le gardien péruvien Ottorino Sartor ne parvient pas à stopper.

### Feuille de match
| 16 octobre 1975 | Colombie   | 1 - 0   | Pérou | Estadio El Campín, Bogota                        |                                                  |
|                 | Castro 38e | (1 - 0) |       | Spectateurs : 50 000 Arbitrage : Miguel Comesaña | Spectateurs : 50 000 Arbitrage : Miguel Comesaña |

| Colombie | Pérou |

| Colombie :      |    |                   |     |
|                 |    |                   |     |
| Gardien de but  | 1  | Pedro Zape        |     |
|                 | 2  | Arturo Segovia    |     |
|                 | 3  | José Zárate       |     |
|                 | 4  | Miguel Escobar    |     |
|                 | 5  | Oscar Bolaño      |     |
|                 | 6  | Diego Umaña       |     |
|                 | 7  | Eduardo Retat     |     |
|                 | 8  | Oswaldo Calero    |     |
|                 | 9  | Hugo Lóndero      |     |
|                 | 10 | Carlos Rendón     | 72e |
|                 | 11 | Ponciano Castro   |     |
| Remplaçants :   |    |                   |     |
|                 | 21 | José Ernesto Díaz | 72e |
| Sélectionneur : |    |                   |     |
| Efraín Sánchez  |    |                   |     |

| Pérou :         |    |                     |
|                 |    |                     |
| Gardien de but  | 1  | Ottorino Sartor     |
|                 | 2  | Eleazar Soria       |
|                 | 3  | Julio Meléndez      |
|                 | 4  | Héctor Chumpitaz    |
|                 | 5  | Rubén Toribio Díaz  |
|                 | 6  | Percy Rojas         |
|                 | 7  | Alfredo Quesada     |
|                 | 8  | Santiago Ojeda      |
|                 | 9  | Gerónimo Barbadillo |
|                 | 10 | Oswaldo Ramírez     |
|                 | 11 | Juan Carlos Oblitas |
| Sélectionneur : |    |                     |
| Marcos Calderón |    |                     |

## Finale-retour

### Résumé du match
Obligés de battre la Colombie - qui n'a besoin que d'un match nul pour être sacrée - les Péruviens remportent cette manche retour avec des buts de Juan Carlos Oblitas et Oswaldo Ramírez.

### Feuille de match
| 22 octobre 1975 | Pérou                                         | 2 - 0   | Colombie | Estadio Nacional, Lima                         |                                                |
|                 | (Rojas ) Oblitas 18e · (Oblitas ) Ramírez 44e | (2 - 0) |          | Spectateurs : 50 000 Arbitrage : Juan Silvagno | Spectateurs : 50 000 Arbitrage : Juan Silvagno |

| Pérou | Colombie |

| Pérou :         |    |                     |     |
|                 |    |                     |     |
| Gardien de but  | 1  | Ottorino Sartor     |     |
|                 | 2  | Eleazar Soria       |     |
|                 | 3  | Julio Meléndez      |     |
|                 | 4  | Héctor Chumpitaz    |     |
|                 | 5  | Rubén Toribio Díaz  |     |
|                 | 6  | Percy Rojas         |     |
|                 | 7  | Alfredo Quesada     |     |
|                 | 8  | Santiago Ojeda      |     |
|                 | 9  | Gerónimo Barbadillo | 54e |
|                 | 10 | Oswaldo Ramírez     |     |
|                 | 11 | Juan Carlos Oblitas |     |
| Remplaçants :   |    |                     |     |
|                 | 17 | Pedro Ruiz La Rosa  | 54e |
| Sélectionneur : |    |                     |     |
| Marcos Calderón |    |                     |     |

| Colombie :      |    |                 |
|                 |    |                 |
| Gardien de but  | 1  | Pedro Zape      |
|                 | 2  | Arturo Segovia  |
|                 | 3  | José Zárate     |
|                 | 4  | Miguel Escobar  |
|                 | 5  | Oscar Bolaño    |
|                 | 6  | Diego Umaña     |
|                 | 7  | Eduardo Retat   |
|                 | 8  | Oswaldo Calero  |
|                 | 9  | Hugo Lóndero    |
|                 | 10 | Jairo Arboleda  |
|                 | 11 | Ponciano Castro |
| Sélectionneur : |    |                 |
| Efraín Sánchez  |    |                 |

## Match d’appui

### Résumé du match
Un troisième match sur terrain neutre est nécessaire, même si les Péruviens s'imposent 2-1 sur l'ensemble des deux matchs précédents. La CONMEBOL choisit l'Estadio Olímpico de Caracas. Dans un match âprement disputé, un but solitaire d'Hugo Sotil, sur une passe décisive de la star péruvienne Teófilo Cubillas - qui rate un pénalty à la 66e min - donne la victoire aux Incas. Pour l'anecdote, Sotil joue la rencontre sans l'autorisation de son club, le FC Barcelone, selon ses propres dires.

### Feuille de match
| 28 octobre 1975 | Pérou                 | 1 - 0   | Colombie | Estadio Olímpico, Caracas                      |                                                |
|                 | (Cubillas ) Sotil 25e | (1 - 0) |          | Spectateurs : 30 000 Arbitrage : Ramón Barreto | Spectateurs : 30 000 Arbitrage : Ramón Barreto |

| Pérou | Colombie |

| Pérou :         |    |                     |     |
|                 |    |                     |     |
| Gardien de but  | 1  | Ottorino Sartor     |     |
|                 | 2  | Eleazar Soria       |     |
|                 | 3  | Julio Meléndez      |     |
|                 | 4  | Héctor Chumpitaz    |     |
|                 | 5  | Rubén Toribio Díaz  |     |
|                 | 6  | Percy Rojas         | 51e |
|                 | 7  | Alfredo Quesada     |     |
|                 | 8  | Santiago Ojeda      |     |
|                 | 9  | Teófilo Cubillas    |     |
|                 | 10 | Hugo Sotil          |     |
|                 | 11 | Juan Carlos Oblitas |     |
| Remplaçants :   |    |                     |     |
|                 | 20 | Oswaldo Ramírez     | 51e |
| Sélectionneur : |    |                     |     |
| Marcos Calderón |    |                     |     |

| Colombie :      |    |                   |     |
|                 |    |                   |     |
| Gardien de but  | 1  | Pedro Zape        |     |
|                 | 2  | Arturo Segovia    |     |
|                 | 3  | José Zárate       |     |
|                 | 4  | Miguel Escobar    |     |
|                 | 5  | Oscar Bolaño      |     |
|                 | 6  | Diego Umaña       | 55e |
|                 | 7  | Willington Ortiz  |     |
|                 | 8  | Oswaldo Calero    |     |
|                 | 9  | Víctor Campaz     |     |
|                 | 10 | Jairo Arboleda    |     |
|                 | 11 | José Ernesto Díaz | 85e |
| Remplaçants :   |    |                   |     |
|                 | 17 | Eduardo Retat     | 55e |
|                 | 22 | Ponciano Castro   | 85e |
| Sélectionneur : |    |                   |     |
| Efraín Sánchez  |    |                   |     |